# Alloway
Alloway (en gaélico escocés Allmhaigh, pronunciado [aɫ̪avaj]), es actualmente un pueblo extendido y suburbio de Ayr, junto al río Doon, en Escocia (Reino Unido). Se encuentra en el "council area" de South Ayrshire y "Lieutenancy area" de Ayrshire and Arran.
Alloway es conocida sobre todo por ser el lugar donde nació el poeta Robert Burns, quien ambientó aquí su "Tam o' Shanter". Los turistas visitan la Alloway Kirk, o Auld Kirk, en ruinas, que aparece en el poema, lo mismo que el antiguo río sobre el río Doon. En el centro del pueblo está la casa natal de Robert Burns, conocida como el 'Burns Cottage' y el museo adyacente, con manuscritos autógrafos del poeta, mientras que existe también un centro de visitantes relacionado con Burns. El National Trust for Scotland tiene planeado crear un nuevo centro dedicado al patrimonio de Burns en Alloway.
Hay dos grandes parques. El primero, Rozelle, alberga una exposición floral, "Ayr Flower Show" todos los veranos; tiene una galería de arte y una interesante colección permanente que incluye esculturas de Henry Moore y Ronald Rae. Belleisle Park, tiene un recorrido de golf, jardín, zoológico y campo de juegos.